# Ozarba exoplaga
Ozarba exoplaga är en fjärilsart som beskrevs av Emilio Berio 1940. Ozarba exoplaga ingår i släktet Ozarba och familjen nattflyn. Inga underarter finns listade i Catalogue of Life.